# Municipio de Paint Creek
El municipio de Paint Creek (en inglés: Paint Creek Township) es uno de los dieciocho municipios ubicados en el condado de Allamakee en el estado estadounidense de Iowa. En el año 2000 el municipio tenía una población de 491 habitantes y una densidad poblacional de 5,2 personas por km². En su territorio se encuentra una ciudad, Waterville.

## Geografía
El municipio de Paint Creek se encuentra ubicado en las coordenadas 43°12′32″N 91°18′16″O / 43.20889, -91.30444..